# فرانشيسكو دورانتي
فرانشيسكو دورانتي (فرنسيس دورانتي) هم ملحن إيطالي من عصر الباروك ولد في 31 آذار عام 1684في فراتاماجيوري(كامبانيا) وتوفي في 30 أيلول 1755 في نابولي

## حياته
ولد لعائلة من الموسيقيين، عند وفاة والده عام 1699 توجه إلى نابولي ليتمم علومه الموسيقية لدى عمه آنجلو.

## أعماله

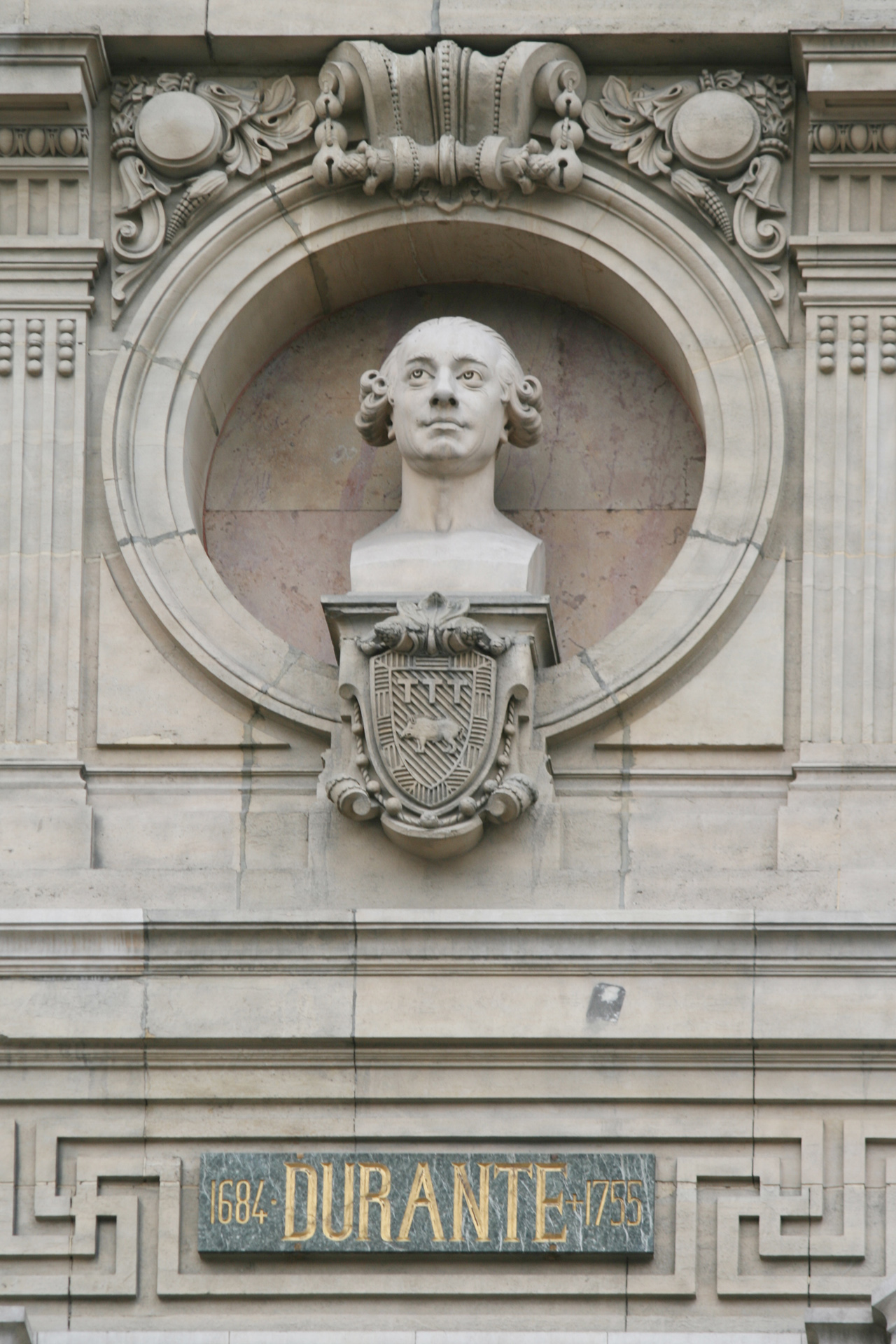
دورانتي على واجهة أوبرا باريس الوطنية

## روابط خارجية
- فرانشيسكو دورانتي على موقع IMDb (الإنجليزية)
- فرانشيسكو دورانتي على موقع الموسوعة البريطانية (الإنجليزية)
- فرانشيسكو دورانتي على موقع ميوزك برينز (الإنجليزية)
- فرانشيسكو دورانتي على موقع إن إن دي بي (الإنجليزية)
- فرانشيسكو دورانتي على موقع أول ميوزيك (الإنجليزية)
- فرانشيسكو دورانتي على موقع ديسكوغز (الإنجليزية)